# Dai lupone dai/La gente mi vuole male
Dai lupone dai/La gente mi vuole male è un singolo di Pippo Franco, pubblicato nel 1979.

## Descrizione
Dai lupone dai è un brano musicale scritto da Rizza-Vici-Vighi-Chiangerotti e dallo stesso Pippo Franco, su arrangiamenti di Gianni Mazza. Il brano fu utilizzato come sigla del programma televisivo per ragazzi  Buonasera con... Alberto Lupo.
Il singolo ottenne un buon successo, raggiungendo il picco massimo della ventisettesima posizione dei singoli più venduti, e divenne l'ottantanovesimo singolo più venduto del 1980.
La gente mi vuole male è la canzone pubblicata sul lato B del singolo, scritta da Pippo Franco, Lindok e Donaway, su arrangiamenti di Alessandro Alessandroni, utilizzata come sigla finale della trasmissione.